# Diana Winter
 (janvier 2021).
Diana Winter (Florence, 1985) est une chanteuse italienne.

## Discographie

### Albums
- Escapizm (2007)

### Singles
- Just a little
- Never ending tale